# Géza Maróczy
Géza Maróczy (pronunciació en hongarès:ˈmɒroːtsi ˈɡeːzɒ); (3 de març de 1870 - 29 de maig de 1951), fou un jugador d'escacs hongarès, que ostentà el títol de Gran Mestre des de 1950, i que fou un dels millors jugadors al món en el seu temps. Era també enginyer.

## Primers anys
Géza Maróczy va néixer a Szeged, Hongria, el 3 de març de 1870. Guanyà el torneig "B" de Hastings 1895, i durant els deu següents anys guanyà uns quants primers premis en torneigs internacionals. Entre 1902 i 1908, participà en tretze torneigs i hi guanyà cinc primers premis i cinc segons. El 1906 acceptà entrar en negociacions per un matx pel Campionat del món contra Emanuel Lasker, però problemes polítics a Cuba, on s'havia de disputar l'encontre, varen provocar l'anul·lació de l'esdeveniment. Fou 2n al Torneig de Carlsbad de 1907 (el campió fou Akiba Rubinstein).

## Jubilació i retorn
A partir de 1908, Maróczy es retirà dels escacs internacionals com a activitat principal per dedicar més temps a la seva professió com a administratiu. Tot i així el 1911 va participar al fortíssim Torneig de Sant Sebastià, on hi acabà onzè (el campió fou Capablanca). Treballava com a auditor i va fer una bona carrera al Centre de Sindicats i Assegurança Social. Quan els Comunistes van assolir breument el poder, fou un auditor rellevant al Ministeri d'Educació. Després que el govern Comunista caigués, no va poder aconsegui r feina. Va retornar breument als escacs després de la Primera Guerra Mundial, amb cert èxit, i avui l'Anell de Maróczy (peons a c4 i e4 contra la defensa siciliana), duu el seu nom.
El 1923 empatà als llocs 1r-3r al fort Torneig de Carlsbad, igualat a punts amb Aleksandr Alekhin i Iefim Bogoliúbov.
El 1927 va guanyar el campionat del Manhattan Chess Club a Nova York. En el canvi d'any 1927/8, demolí el campió d'Hongria de 1924, Géza Nagy, en un matx (+5 -0 =3). El 1929 fou 13è al fort Torneig de Carlsbad (el campió fou Aron Nimzowitsch). Fou onzè al torneig de Bled de 1931, (el campió fou un estel·lar Aleksandr Alekhin).
Amb ell al capdavant, Hongria guanyà les primeres dues Olimpíades d'escacs a Londres (1927) i La Haia (1928).
El 1950, la FIDE li atorgà el títol de Gran Mestre.

## Estil de joc

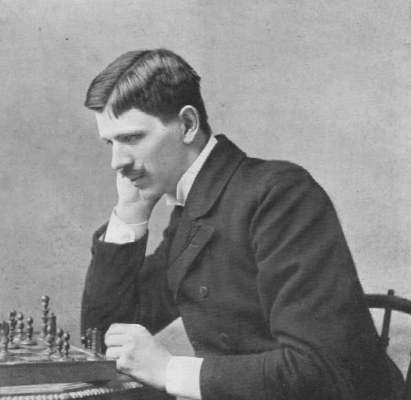
Maróczy, al voltant de 1905.

L'estil de Maróczy, encara que sòlid, era molt defensiu per naturalesa. Les seves defenses reeixides del gambit danès contra Jacques Mieses i Karl Helling, implicant retorns assenyats del material sacrificat per avantatge, eren utilitzats com a models de jugada defensiva per Euwe i Kramer en la seva sèrie de dos volum sobre el mig joc. Aron Nimzowitsch, a El meu sistema, utilitza la victòria de Maróczy contra Hugo Süchting a Barmen 1905 com a model de restricció de l'adversari abans de contraatacar.
El seu maneig dels finals de dames també era altament respectat, com ara contra Frank Marshall, a Karlsbad 1907, on demostrà la superior activitat de la seva dama. Però també podia jugar escacs espectaculars de tant en tant, com la seva victòria famosa sobre el conegut jugador d'atac Dawid Janowski (Múnic 1900).
L'anell de Maróczy és un esquema que es pot adoptar contra algunes variants de la defensa siciliana. Posant peons a e4 i c4, les blanques limiten una mica les seves perspectives d'atac, però també en gran manera inhibeixen el contrajoc de les negres.

## Valoració
Maróczy tenia resultats respectables contra la majoria dels millors jugadors del seu temps, tot i que, però, tingué resultats negatius contra els campions del món: Wilhelm Steinitz (+1 -2 =1), Emanuel Lasker (+1 -4 =2), José Raúl Capablanca (+0 -3 =5) i Aleksandr Alekhin (+0 -6 =5); amb l'excepció de Max Euwe a qui batia (+4 -3 =15). Però l'estil defensiu de Maróczy era sovint més que suficient per guanyar els principals jugadors d'atac del seu temps, com ara Joseph Henry Blackburne (+5 -0 =3), Mikhaïl Txigorin (+6 -4 =7), Frank Marshall (+11 -6 =8), Dawid Janowski (+10 -5 =5), Iefim Bogoliúbov (+7 -4 =4) i Frederick Yates (+8 -0 =1).
Chessmetrics retrospectivament considera Maróczy com el millor jugador mundial entre les darreries de 1904 i els començaments de 1907.
Capablanca tenia Maróczy en molta estima. En una conferència donada durant els primers anys 1940, Capablanca titllà de "molt cortès i correcte" Maróczy i d'"una amable figura", lloà l'anell de Maróczy com una contribució important a la teoria d'obertures, el creia un "bon professor" que en gran manera ajudava Vera Menchik a arribar al cim dels escacs femenins, i "un dels mestres més grans del seu temps." Capablanca escrigué (tal com cita el compendi d'Edward Winter sobre en Capablanca):
"Com a escaquista, li faltava una mica d'imaginació i esperit agressiu. El seu judici posicional, la qualitat més gran del veritable mestre, era excel·lent. Un jugador molt acurat i un artista dels finals excel·lent, es va fer famós com a expert en finals de dames. En un torneig fa molts anys va guanyar un final de cavall contra el mestre vienès Marco, que ha entrat a història com un dels finals clàssics d'aquest tipus." (Capablanca s'estava referint a Marco-Maroczy, 1899.)
"Pel que fa a la força relativa de Maróczy i els millors mestres joves actuals, la meva opinió és que, amb l'excepció de Mikhaïl Botvínnik i Paul Keres, Maróczy en el seu temps era superior a tots els altres jugadors d'avui."